# Tectaria rivalis
Tectaria rivalis är en ormbunkeart som först beskrevs av Georg Heinrich Mettenius och Oskar Kuhn, och fick sitt nu gällande namn av William Ralph Maxon. Tectaria rivalis ingår i släktet Tectaria och familjen Tectariaceae. Utöver nominatformen finns också underarten T. r. gemmipara.

## Bildgalleri

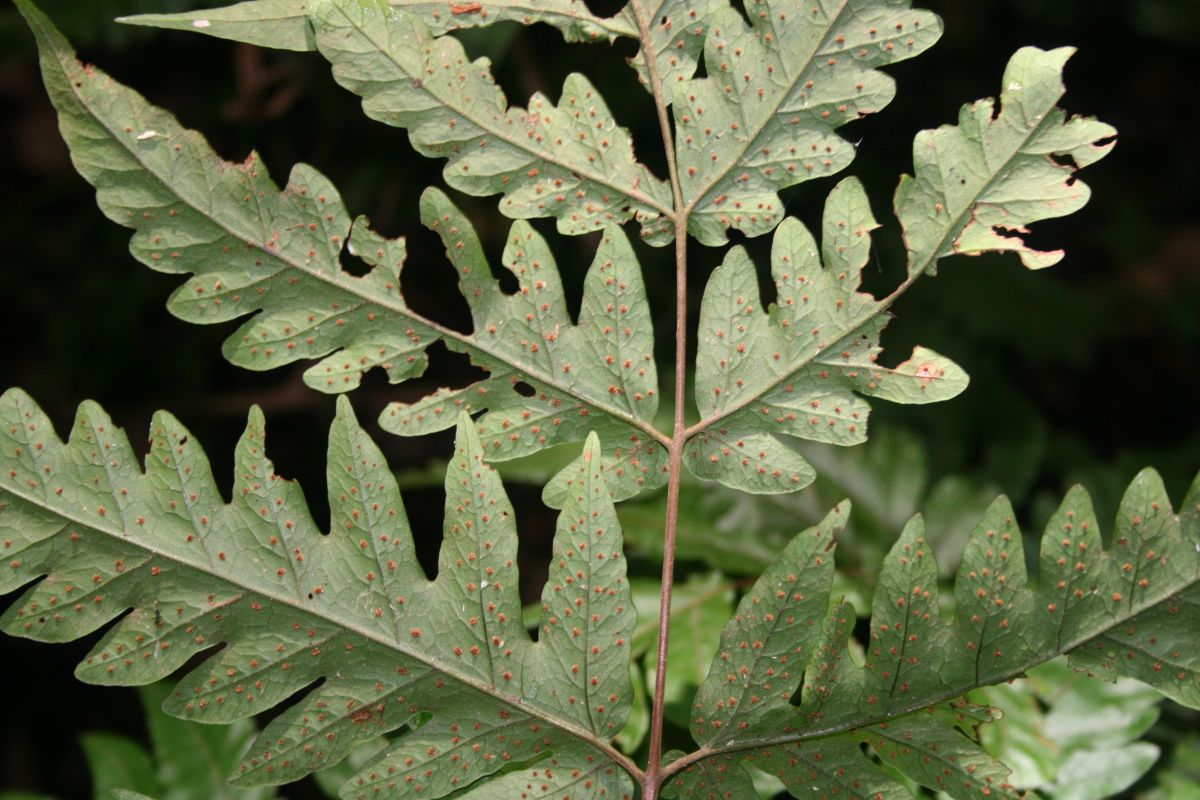
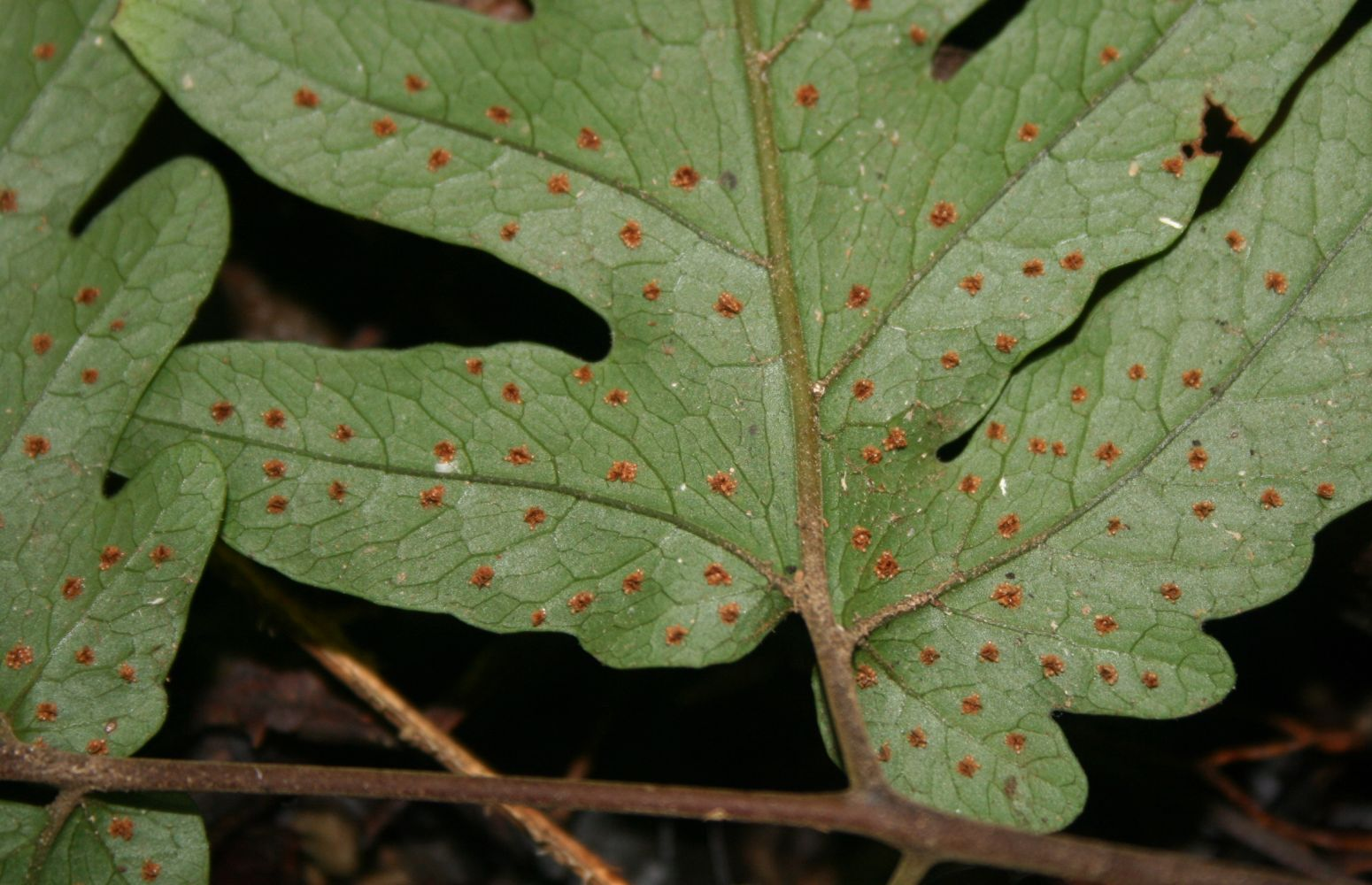
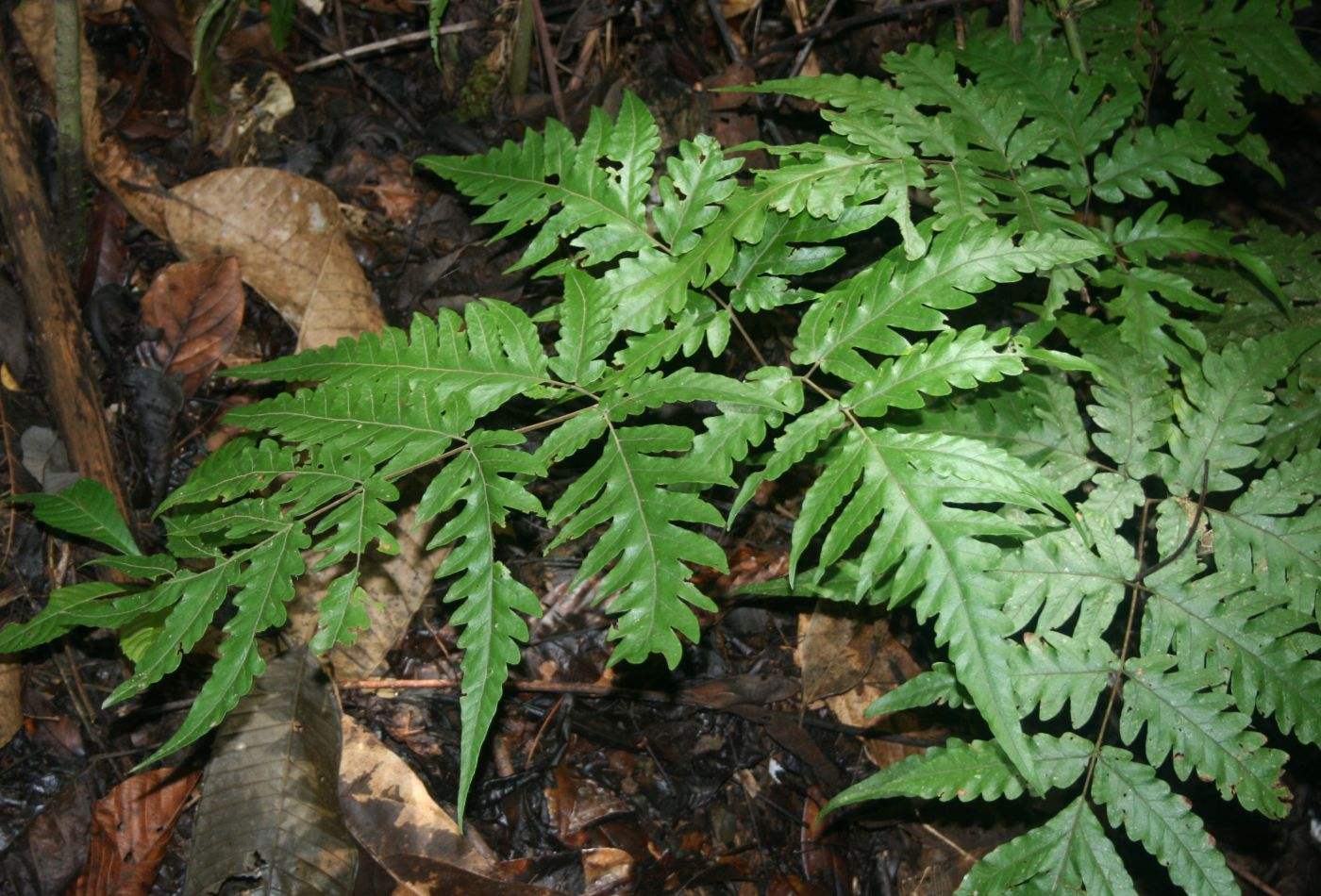